# Verkhniaïa Ters
La Verkhniaïa Ters (en russe : Верхняя Терсь ce qui signifie Ters supérieure) est une rivière de Russie qui coule dans la partie sud-est du bassin de l'Ob en Sibérie, dans l'oblast de Kemerovo. C'est un affluent de la Tom en rive droite, donc un sous-affluent de l'Ob.

## Géographie
La Verkhniaïa Ters est longue de 65 km et draine un bassin de 1 040 km2, c'est-à-dire une superficie plus ou moins équivalente à celle du département français du Val-d'Oise ou de la province de Brabant wallon en Belgique.
La rivière naît dans la chaîne montagneuse de l'Alataou de Kouznetsk, véritable château d'eau en Sibérie occidentale. Elle se dirige globalement vers l'ouest. Elle conflue finalement avec la Tom en rive droite, peu après avoir traversé la petite ville d'Ossinovoïe.

## Hydrométrie - Les débits à Ossinovoïe
La Verkhniaïa Ters est un cours d'eau très abondant.
Son débit a été observé sur une période de 32 ans (durant les années 1936-1987), à Ossinovoïe, localité située à 3,5 kilomètres en amont de son embouchure dans la rivière Tom. 
Le module de la rivière à Ossinovoïe est de 42,3 m3/s pour une surface prise en compte de 1 020 km2, ce qui correspond à la presque totalité du bassin versant de la rivière qui en compte 1 040. La lame d'eau écoulée dans ce bassin se monte ainsi à pas moins de 1 307 mm annuellement. Ceci est bien sûr extrêmement élevé (sept fois plus important que la Seine à Paris) et, avec l'Oussa et la Sredniaïa Ters voisines, issues également des monts de l'Alataou de Kouznetsk, constitue un véritable record en Russie. 
La Verkhniaïa Ters présente les fluctuations saisonnières classiques des cours d'eau de Sibérie. De fortes crues se déroulent au printemps, d'avril à juin (avec un maximum en mai) et résultent de la fonte des neiges. Dès le mois de juin, le débit diminue rapidement ce qui mène à un minimum d'été, en août. Une deuxième période de crue, moins importante que la première se déroule en automne (maximum en octobre) sous l'effet des précipitations de la saison, ainsi que de la moindre évaporation à cette époque de l'année. Puis survient l'hiver russe, ses neiges et ses gelées ; la rivière présente alors un second étiage, celui d'hiver, période allant de décembre à mars inclus. 
Le débit moyen mensuel observé en août (minimum annuel d'étiage) se monte à 3,85 m3/s, ce qui correspond à un peu plus de 2 % du débit moyen du mois de mai (179 m3/s). L'amplitude des variations saisonnières peut être qualifiée de très élevée, même dans le contexte des cours d'eau de Sibérie, caractérisés généralement par des écarts saisonniers importants. 

Ces écarts peuvent être plus importants encore, selon les années : sur la période d'observation de 32 ans, le débit mensuel minimal a été de 2,01 m3/s en février 1964, tandis que le débit mensuel maximal s'est élevé à 253 m3/s en mai 1965. 